# Список российских командиров Наполеоновских и Революционных войн
В список включены русские армейские и флотские военачальники, которые в период Наполеоновских войн состояли на действительной военной службе и принимали непосредственное участие в военных действиях против Наполеона. Генералы, сражавшиеся в эти годы на Кавказе, участвовавшие в Русско-Персидской войне (в Закавказье), находившиеся на сугубо тыловых должностях, в отставке, и армейские офицеры в чине ниже генеральского (по состоянию на конец 1815 года) в список не включены. 
Портреты многих (однако, далеко не всех) военачальников, чьи имена входят в этот список, представлены в Военной галерее Зимнего дворца.
| # А Б В Г Д Е Ё Ж З И К Л М Н О П Р С Т У Ф Х Ц Ч Ш Щ Э Ю Я |

## A
- Авдулин, Алексей Николаевич
- Агалин, Афанасий Корнилович
- Ададуров, Василий Васильевич
- Адамович, Иван Степанович
- Аклечеев, Иван Матвеевич
- Алалыкин, Александр Александрович
- Александр I
- Алексеев, Иван Степанович
- Алексеев, Илья Иванович
- Алексиано, Антон Павлович
- Алексополь, Фёдор Пантелеймонович
- Альбрехт, Александр Иванович
- Андреевский, Степан Степанович
- Ансио, Александр Егорович
- Аракчеев, Алексей Андреевич
- Аракчеев, Андрей Андреевич
- Арбузов, Евгений Фёдорович
- Аргамаков, Иван Андреевич
- Аргамаков, Иван Васильевич
- Армфельт Густав Мориц
- Арсеньев, Александр Александрович
- Арсеньев, Василий Дмитриевич
- Арсеньев, Михаил Андреевич
- Арсеньев, Николай Михайлович
- Ахлёстышев, Михаил Фёдорович
- Ахте, Егор Андреевич

## Б
- Багговут, Карл Фёдорович
- Багратион, Пётр Иванович
- Багратион, Роман Иванович
- Баклановский, Михаил Алексеевич
- Балабин, Пётр Иванович
- Балабин, Степан Фёдорович
- Балатуков, Кирилл Матвеевич (Кая-бей)
- Балашов, Александр Дмитриевич
- Балк, Михаил Дмитриевич
- Балла, Адам Иванович
- Бардаков, Пётр Григорьевич
- Барклай-де-Толли, Михаил Богданович
- Бартоломей, Алексей Иванович
- Баумгартен, Иван Евстафьевич
- Бахметев, Алексей Николаевич
- Бахметев, Николай Николаевич
- Башилов, Александр Александрович
- Башуцкий, Павел Яковлевич
- Бегичев, Иван Матвеевич
- Безобразов, Николай Алексеевич
- Безродный, Василий Кириллович
- Белоградский, Григорий Григорьевич
- Бельгард, Александр Александрович
- Бельский, Артемий Ананьевич
- Бенардос, Пантелеймон Егорович
- Бенкендорф, Александр Христофорович
- Бенкендорф, Константин Христофорович
- Беннигсен, Леонтий Леонтьевич
- Берг, Бурхард Максимович
- Берг, Григорий Максимович
- Бердяев, Александр Николаевич
- Бехлий, Фёдор Матвеевич
- Бибиков, Александр Александрович
- Бистром, Адам Иванович
- Бистром, Карл Иванович
- Богдановский, Андрей Васильевич
- Бородин, Давыд Мартемьянович
- Богуславский, Александр Андреевич (Богославский)
- Бороздин, Михаил Михайлович
- Бороздин, Николай Михайлович
- Браницкий, Владислав Григорьевич (Ксаверьевич)
- Брежинский, Семён Петрович
- Бриземан фон Неттинг, Иван Иванович
- Брозин, Василий Иванович
- Будберг, Карл Васильевич
- Буксгевден, Фёдор Фёдорович
- Булатов, Михаил Леонтьевич
- Булыгин, Дмитрий Александрович
- Бухгольц, Карл Карлович
- Бухгольц, Отто Иванович
- Бухмейер, Фёдор Евстафьевич

## В
- Вадбольский, Иван Михайлович
- Вадковский, Яков Егорович
- Вальмоден Людвиг
- Васильчиков, Дмитрий Васильевич
- Васильчиков, Илларион Васильевич
- Васильчиков, Николай Васильевич
- Великопольский, Антон Петрович
- Вельяминов, Иван Александрович
- Венансон, Осип Петрович
- Веселитский, Гавриил Петрович
- Виллие, Яков Васильевич
- Винцингероде, Фердинанд Фёдорович
- Вистицкий, Михаил Степанович
- Вистицкий, Степан Степанович
- Витгенштейн, Пётр Христианович
- Витт, Иван Осипович
- Власов, Максим Григорьевич
- Властов, Егор Иванович
- Влодек, Михаил Фёдорович
- Воейков, Алексей Васильевич
- Воинов, Александр Львович
- Волков, Михаил Михайлович
- Волконский, Дмитрий Михайлович
- Волконский, Никита Григорьевич
- Волконский, Пётр Михайлович
- Волконский, Сергей Григорьевич
- Вольцоген, Людвиг Иванович
- Воронцов, Михаил Семёнович
- Всеволожский, Алексей Матвеевич
- Второв, Осип Максимович
- Вуич, Николай Васильевич
- Вюртембергский, Александр
- Евгений, герцог Вюртембергский
- Вюртембергский, Павел Карл Фридрих Август
- Вяземский, Василий Васильевич
- Вязмитинов, Сергей Кузьмич

## Г
- Галатте, Иосиф Николаевич
- Гамен, Алексей Юрьевич
- Гампер, Ермолай Ермолаевич
- Гангеблов, Семён Георгиевич
- Гарнаульт, Иван Иванович
- Гарпе, Василий Иванович
- Гартинг, Иван Маркович
- Гартинг, Мартын Николаевич
- Гейден, Логгин Петрович (Людвиг Сигизмунд Яков)
- Гейденрейх, Иван Григорьевич
- Гекель, Егор Фёдорович
- Гельфрейх, Богдан Борисович
- Гернгросс, Родион Фёдорович (Ларион)
- Герман, Иван Иванович
- Герцдорф, Карл Максимович
- Гессе, Владимир Антонович
- Гессе, Иван Христианович
- Гижицкий, Игнатий Иванович
- Гило, Иван Маврикиевич (Гюло; Жан Маврикий)
- Гине, Яков Егорович
- Гладков, Иван Васильевич
- Глебов, Андрей Саввич
- Гове, Александр Петрович
- Гогель, Фёдор Григорьевич
- Голенищев-Кутузов, Павел Васильевич
- Голицын, Борис Андреевич
- Голицын, Борис Владимирович
- Голицын, Дмитрий Владимирович
- Голицын, Сергей Сергеевич
- Головин, Евгений Александрович
- Горчаков, Алексей Иванович
- Горчаков, Андрей Иванович
- Гольштейн-Ольденбургский, Август Павел Фридрих
- Горбунцов, Егор Сергеевич
- Горчаков, Алексей Иванович
- Горчаков, Андрей Иванович
- Грейг, Алексей Самуилович
- Греков, Алексей Евдокимович
- Греков, Борис Алексеевич
- Греков, Дмитрий Евдокимович
- Греков, Пётр Матвеевич
- Греков, Степан Евдокимович
- Греков, Тимофей Дмитриевич
- Грессер, Александр Иванович
- Гудович, Андрей Иванович
- Гудович, Иван Васильевич
- Гудович, Николай Васильевич
- Гурьев, Александр Дмитриевич
- Гурьев, Алексей Иванович
- Гурьялов, Иван Степанович

## Д
- Давыдов, Александр Львович
- Давыдов, Денис Васильевич
- Давыдов, Евграф Владимирович
- Давыдов, Николай Владимирович
- Давыдов, Николай Фёдорович
- Давыдов, Пётр Львович
- Давыдовский, Яков Яковлевич
- Дамас, Максим Иванович
- Дедюлин, Яков Иванович
- Делагард, Август Осипович (Огюстен Мари Балтазар Шарль Пелетье)
- Делянов, Давид Артемьевич
- Демидов, Николай Иванович
- Денисов, Василий Тимофеевич
- Денисьев, Лука Алексеевич
- Денисьев, Пётр Васильевич
- Депрерадович, Леонтий Иванович
- Депрерадович, Николай Иванович
- Дернберг, Вильгельм Каспар Фердинанд (Деренберг)
- Дерфельден, Отто Вильгельм Христофорович
- Дехтерев, Николай Васильевич
- Дибич, Иван Иванович
- Дмитриев-Мамонов, Матвей Александрович
- Довре, Фёдор Филиппович
- Долгоруков, Михаил Петрович
- Долгоруков, Сергей Николаевич
- Долон, Осип Францевич
- Дорохов, Иван Семёнович
- Дохтуров, Дмитрий Сергеевич
- Древич, Фёдор Иванович
- Дризен, Фёдор Васильевич
- Дука, Илья Михайлович
- Дурново, Иван Николаевич
- Дятков, Степан Васильевич
- Дячкин, Григорий Андреевич

## Е
- Емельянов, Николай Филиппович
- Ермолов, Алексей Петрович
- Ершов, Иван Захарович
- Ефимович, Андрей Александрович
- Ешин, Василий Васильевич

## Ж
- Жандр, Александр Андреевич
- Жевахов, Иван Семёнович
- Жевахов, Спиридон Эристович
- Жевахов, Филипп Семёнович
- Желтухин, Пётр Фёдорович
- Желтухин, Сергей Фёдорович
- Жемчужников, Аполлон Степанович
- Жеребцов, Александр Александрович
- Жомини, Генрих Вениаминович
- Жуков, Иван Лаврентьевич

## З
- Завалишин, Иринарх Иванович
- Загряжский, Василий Иванович
- Загряжский, Пётр Петрович
- Зайцов, Александр Афанасьевич
- Закревский, Арсений Андреевич
- Запольский, Андрей Васильевич
- Засс, Александр Павлович
- Засс, Андрей Андреевич
- Засс, Андрей Павлович
- Захаржевский, Яков Васильевич
- Збиевский, Тимофей Иванович
- Зварыкин, Фёдор Васильевич

## И
- Иванов, Иван Дмитриевич (генерал)
- Иванов, Павел Андреевич
- Ивашев, Пётр Никифорович
- Ивашкин, Пётр Алексеевич
- Ивелич, Марк Константинович
- Ивелич, Пётр Иванович
- Игельстром, Александр Евстафьевич
- Игнатьев, Гавриил Александрович
- Игнатьев, Дмитрий Львович
- Измайлов, Лев Дмитриевич
- Иловайский, Алексей Васильевич
- Иловайский, Василий Дмитриевич
- Иловайский, Григорий Дмитриевич
- Иловайский, Иван Дмитриевич
- Иловайский, Николай Васильевич
- Иловайский, Осип Васильевич
- Ильин, Василий Фёдорович
- Инзов, Иван Никитич

## К
- Каблуков, Владимир Иванович
- Каблуков, Платон Иванович
- Казанцев, Иван Алексеевич
- Казачковский, Кирилл Фёдорович
- Кайсаров, Паисий Сергеевич
- Каменев, Сергей Андреевич
- Каменский, Михаил Федотович
- Каменский, Николай Михайлович
- Каменский, Сергей Михайлович
- Канкрин, Егор Францевич
- Кантакузен, Григорий Матвеевич
- Кантакузен, Николай Родионович
- Капцевич, Пётр Михайлович
- Капустин, Иван Фёдорович
- Каратаев, Василий Иванович
- Карбоньер, Лев Львович
- Карпенко, Моисей Иванович
- Карпов, Аким Акимович
- Карпов, Степан Тимофеевич
- Карпов, Яков Иванович
- Карцев, Иван Петрович
- Кафтырев, Яков Васильевич
- Каховский, Пётр Демьянович
- Керн, Ермолай Фёдорович
- Кикин, Пётр Андреевич
- Кишенский, Николай Фёдорович
- Клейнмихель, Андрей Андреевич
- Клодт фон Юргенсбург, Карл Фёдорович
- Книпер, Фёдор Евстафьевич
- Кнорринг, Карл Богданович
- Кнорринг, Богдан Фёдорович
- Кнорринг, Отто Фёдорович
- Княжнин, Александр Яковлевич
- Княжнин, Борис Яковлевич
- Кожин, Сергей Алексеевич
- Козен, Пётр Андреевич
- Козловский, Михаил Тимофеевич
- Козловский, Платон Тимофеевич
- Козлянинов, Иван Тимофеевич
- Койленский, Иван Степанович
- Кологривов, Алексей Семёнович
- Кологривов, Андрей Семёнович
- Колюбакин, Пётр Михайлович
- Комаровский, Евграф Федотович
- Комнено, Христофор Маркович
- Коновницын, Пётр Петрович
- Кононович, Степан Александрович
- Константин Павлович
- Корнилов, Пётр Яковлевич
- Коробко, Максим Петрович (Коробка)
- Корф, Фёдор Карлович
- Костенецкий, Василий Григорьевич
- Котляревский, Пётр Степанович
- Кошелев, Павел Иванович
- Краснов, Иван Козьмич
- Красовский, Афанасий Иванович
- Крейц, Киприан Антонович
- Кретов, Николай Васильевич
- Криштафович, Егор Константинович
- Кроун, Роман Васильевич (Роберт)
- Крыжановский, Максим Константинович
- Кудашев, Николай Данилович
- Кульнев, Иван Петрович
- Кульнев, Яков Петрович
- Курута, Дмитрий Дмитриевич
- Кутайсов, Александр Иванович
- Кутейников, Дмитрий Ефимович
- Кутузов, Александр Петрович
- Кутузов, Михаил Илларионович

## Л
- Лавров, Николай Иванович
- Ладыженский, Николай Фёдорович
- Ламберт, Карл Осипович
- Ланг, Антон Яковлевич
- Ланжерон, Александр Фёдорович
- Ланской, Павел Сергеевич
- Ланской, Сергей Николаевич
- Лаптев, Василий Данилович
- Ласкин, Алексей Андреевич
- Лашкарёв, Павел Сергеевич
- Лебедев, Николай Петрович
- Левашов, Василий Васильевич
- Левенштерн, Карл Фёдорович
- Левиз, Фёдор Фёдорович
- Левин, Дмитрий Андреевич
- Левицкий, Михаил Иванович
- Леонтьев, Иван Сергеевич
- Лесли, Дмитрий Егорович
- Либгарт, Антон Иванович
- Ливен, Иван Андреевич
- Ливен, Христофор Андреевич
- Лидерс, Николай Иванович
- Линдфорс, Фёдор Андреевич
- Лисаневич, Григорий Иванович
- Лихачев, Пётр Гаврилович
- Лихачев, Яков Иванович
- Лобанов-Ростовский, Дмитрий Иванович
- Лопухин, Пётр Андреевич
- Луков, Фёдор Алексеевич
- Луковкин, Гавриил Амвросиевич
- Лялин, Дмитрий Васильевич
- Львов, Андрей Лаврентьевич
- Львов, Дмитрий Семёнович
- Львов, Михаил Лаврентьевич
- Людингаузен-Вольф, Иван Павлович
- Ляпунов, Дмитрий Петрович

## М
- Мадатов, Валериан Григорьевич
- Мазовский, Николай Николаевич
- Макаров, Пётр Степанович
- Малютин, Пётр Фёдорович
- Мантейфель, Иван Васильевич
- Манфреди, Осип Игнатьевич (Иозеф Игнаций Август)
- Марков, Александр Иванович
- Марков, Евгений Иванович
- Мартынов, Андрей Дмитриевич
- Маслов, Андрей Тимофеевич
- Мацнев, Михаил Николаевич
- Мезенцев, Владимир Петрович
- Мезенцев, Михаил Иванович
- Мейснер, Яков Иванович
- Мекленбург-Шверинский, Карл Август Христиан
- Мелиссино, Алексей Петрович
- Меллер-Закомельский, Егор Иванович
- Меллер-Закомельский, Пётр Иванович
- Меллер-Закомельский, Фёдор Иванович
- Меркулов, Пётр Кириллович
- Мерлин, Павел Иванович
- Местр, Ксаверий Ксаверьевич
- Мещеринов, Василий Дмитриевич
- Миллер, Иван Иванович
- Милорадович, Михаил Андреевич
- Митьков, Федот Константинович
- Мишо, Александр Францевич
- Моллер, Антон Васильевич
- Монахтин, Фёдор Фёдорович
- Мордвинов, Владимир Михайлович
- Мордвинов, Дмитрий Михайлович
- Морков, Ираклий Иванович
- Мосолов, Фёдор Иванович
- Мур, Устин Васильевич
- Муравьёв, Матвей Михайлович
- Муравьев, Николай Николаевич
- Муромцев, Николай Селиверстович
- Мусин-Пушкин, Иван Алексеевич
- Мусин-Пушкин, Иван Клавдиевич
- Мусин-Пушкин, Пётр Клавдиевич
- Мухин, Семён Александрович
- Мышецкий, Евграф Дмитриевич
- Мышецкий, Иван Семёнович
- Мякинин, Николай Диомидович

## Н
- Набоков, Иван Александрович
- Назимов, Фёдор Викторович
- Наний, Фома Петрович
- Нарышкин, Лев Александрович
- Наумов, Михаил Фёдорович
- Неверовский, Дмитрий Петрович
- Нейдгардт, Павел Иванович
- Никитин, Алексей Петрович
- Новак, Иван Иванович

## О
- Оболенский, Александр Петрович
- Оболенский, Василий Петрович
- Обресков, Иван Алексеевич
- Обресков, Николай Васильевич
- Огильви, Александр Александрович
- Одоевский, Иван Сергеевич
- Ожаровский, Адам Петрович
- Окулов, Модест Матвеевич
- Оленин, Евгений Иванович
- Олсуфьев, Захар Дмитриевич
- Олсуфьев, Николай Дмитриевич
- Ольдекоп, Карл Фёдорович
- Опперман, Карл Иванович
- Орлов, Михаил Фёдорович
- Орлов-Денисов, Василий Васильевич
- Орурк, Иосиф Корнилович
- Остен-Сакен, Фабиан Вильгельмович
- Остерман-Толстой, Александр Иванович

## П
- Падейский, Фёдор Фёдорович
- Пален, Матвей Иванович
- Пален, Павел Петрович
- Пален, Пётр Петрович
- Палицын, Иван Иванович
- Панцербитер, Карл Карлович
- Панчулидзев, Иван Давыдович
- Панчулидзев, Семён Давыдович
- Папков, Пётр Афанасьевич
- Паскевич, Иван Фёдорович
- Пассек, Пётр Петрович
- Паттон, Александр Яковлевич
- Паулуччи, Филипп Осипович
- Пейкер, Александр Эммануилович
- Петровский, Михаил Андреевич
- Пиллар, Егор Максимович
- Пирогов, Ипполит Иванович
- Писарев, Александр Александрович
- Платов, Матвей Иванович
- Платов, Матвей Матвеевич
- Повало-Швейковский, Яков Иванович
- Полетаев, Иван Иванович
- Поливанов, Юрий Игнатьевич
- Полторацкий, Константин Маркович
- Полуектов, Борис Владимирович
- Поль, Иван Лаврентьевич
- Пон-Ле-Руа, Франц Николаевич
- Понсет, Михаил Иванович
- Посников, Фёдор Николаевич
- Потапов, Алексей Николаевич
- Потемкин, Яков Алексеевич
- Потоцкий, Станислав Станиславович
- Потулов, Павел Васильевич
- Поццо ди Борго, Карл Осипович
- Протасов, Алексей Андрианович
- Пустошкин, Павел Васильевич
- Пущин, Павел Петрович
- Пфуль, Карл Людвиг Август
- Пышницкий, Дмитрий Ильич

## Р
- Радт, Семён Лукич
- Раевский, Николай Николаевич
- Ратьков, Абрам Петрович
- Рахманов, Василий Сергеевич
- Рахманов, Павел Александрович
- Резвый, Дмитрий Петрович
- Рейхель, Абрам Абрамович
- Ренни, Роберт Егорович
- Репнин-Волконский, Николай Григорьевич
- Репнинский, Сергей Яковлевич
- Репнинский, Степан Яковлевич
- Ререн, Иван Богданович
- Ридигер, Фёдор Васильевич
- Ридингер, Александр Карлович
- Римский-Корсаков, Александр Михайлович
- Рихтер, Борис Христофорович
- Родионов, Марк Иванович
- Розе, Вилим Романович
- Розен, Александр Владимирович
- Розен, Григорий Владимирович
- Розен, Иван Карлович
- Розен, Фёдор Фёдорович
- Розенберг, Андрей Григорьевич
- Россий, Игнатий Петрович
- Ростопчин, Фёдор Васильевич
- Рот, Логгин Осипович
- Рудзевич, Александр Яковлевич
- Рыков, Василий Дмитриевич
- Рылеев, Александр Николаевич
- Рылеев, Михаил Николаевич
- Рынкевич, Ефим Ефимович

## С
- Сабанеев, Иван Васильевич
- Саблуков, Николай Александрович
- Савоини, Еремей Яковлевич
- Сазонов, Иван Терентьевич
- Сазонов, Фёдор Васильевич
- Саксен-Веймарский, Карл Август
- Саксен-Кобургский, Леопольд, (король Бельгии Леопольд I)
- Саксен-Кобургский, Фердинанд Эрнст Август
- Сандерс, Фёдор Иванович
- Санти, Александр Львович
- Санти, Пётр Львович[1]
- Свечин, Михаил Михайлович
- Свечин, Никанор Михайлович
- Селявин, Николай Иванович
- Сен-При, Эммануил Францевич
- Сенявин, Дмитрий Николаевич
- Сеславин, Александр Никитич
- Сибирский, Александр Васильевич
- Сиверс, Егор Карлович (Георг Александр)
- Сиверс, Иван Христианович
- Сиверс, Карл Карлович
- Сипягин, Николай Мартемьянович
- Скалон, Антон Антонович
- Соковнин, Борис Сергеевич
- Соколовский, Иосиф Карлович
- Сорокин, Александр Андреевич
- Сорокин, Михаил Матвеевич
- Ставицкий, Максим Фёдорович
- Ставицкий, Пётр Фёдорович
- Ставраков, Семён Христофорович
- Сталь, Егор Фёдорович
- Сталь, Карл Густавович
- Строганов, Павел Александрович
- Суворов, Александр Васильевич
- Суворов, Аркадий Александрович
- Сукин, Александр Яковлевич
- Сулима, Николай Семёнович
- Сутгоф, Николай Иванович (Сутгов)
- Сухарев, Александр Дмитриевич
- Сухозанет, Иван Онуфриевич
- Сухтелен, Павел Петрович
- Сухтелен, Пётр Корнилович
- Сысоев, Василий Алексеевич

## Т
- Талызин, Александр Иванович
- Талызин, Степан Александрович
- Талызин, Фёдор Иванович
- Творогов, Степан Трофимович
- Тейль ван Сераскеркен, Фёдор Васильевич
- Теслев, Александр Петрович
- Тет, Егор Егорович (Джордж)
- Теттенборн, Фридрих Карл
- Тилеман Иоганн Адольф (Тильман)
- Титов, Николай Фёдорович
- Толстой, Николай Иванович
- Толстой, Пётр Александрович
- Толь, Карл Фёдорович
- Тормасов, Александр Петрович
- Траверсе, Иван Иванович
- Трескин, Иван Львович
- Трескин, Михаил Львович
- Третьяков, Николай Иванович
- Трощинский, Иван Ефимович
- Трубецкой, Василий Сергеевич
- Трузсон, Христиан Иванович
- Турчанинов, Андрей Петрович
- Турчанинов, Павел Петрович
- Тучков, Александр Алексеевич
- Тучков, Николай Алексеевич
- Тучков, Павел Алексеевич
- Тучков, Сергей Алексеевич
- Тыртов, Яков Иванович

## У
- Уваров, Фёдор Петрович
- Удом, Евстафий Евстафьевич
- Удом, Иван Фёдорович
- Уланов, Гаврила Петрович
- Уманец, Андрей Семёнович
- Урусов, Александр Петрович
- Урусов, Николай Юрьевич
- Ушаков, Иван Михайлович
- Ушаков, Павел Николаевич
- Ушаков, Сергей Николаевич
- Ушаков, Фёдор Фёдорович

## Ф
- Фенш, Андрей Семёнович
- Ферстер, Егор Христианович
- Филипстальский, Эрнст
- Филисов, Павел Андреевич
- Фок, Александр Борисович
- Фок, Борис Борисович
- Фуль: см. Пфуль, Карл Людвиг Август

## Х
- Ханыков, Василий Васильевич
- Хилков, Степан Александрович
- Хитрово, Николай Захарович
- Хованский, Николай Николаевич
- Хомяков, Алексей Афанасьевич
- Храповицкий, Матвей Евграфович
- Хрущов, Иван Алексеевич

## Ц
- Цвиленев, Александр Иванович
- Цорн, Павел Иванович
- Цыбульский, Иван Денисович

## Ч
- Чаликов, Антон Степанович
- Чаплиц, Ефим Игнатьевич
- Чарныш, Иван Иванович (Черныш)
- Чернозубов, Илья Фёдорович
- Чернышёв, Александр Иванович
- Чичагов, Павел Васильевич
- Чичерин, Василий Николаевич
- Чичерин, Николай Александрович
- Чичерин, Пётр Александрович
- Чоглоков, Павел Николаевич

## Ш
- Шаховской, Иван Леонтьевич
- Шевич, Иван Егорович
- Шеле, Густав Христианович
- Шельтинг, Роман Петрович
- Шемшуков, Яков Моисеевич
- Шеншин, Василий Никанорович
- Шепелев, Василий Фёдорович
- Шепелев, Дмитрий Дмитриевич
- Шешуков, Николай Иванович
- Шишкин, Николай Андреевич
- Шишков, Александр Семёнович
- Шильдер, Карл Андреевич
- Шкапский, Михаил Андреевич
- Шостаков, Герасим Алексеевич
- Шперберг, Иван Яковлевич
- Шрейдер, Пётр Петрович
- Шрейтерфельд, Карл Иванович
- Штаден, Евстафий Евстафьевич
- Штейнгель, Фаддей Фёдорович
- Шувалов, Павел Андреевич
- Шульгин, Александр Сергеевич
- Шуханов, Даниил Васильевич

## Щ
- Щербатов, Александр Фёдорович
- Щербатов, Алексей Григорьевич
- Щербатов, Николай Григорьевич

## Э
- Эйлер, Александр Христофорович
- Эллиот, Андрей Иванович
- Эммануэль, Георгий Арсеньевич
- Эмме, Иван Фёдорович
- Энгельгардт, Григорий Григорьевич
- Энгельгардт, Лев Николаевич
- Энгельгардт, Павел Михайлович
- Энгельгардт, Фёдор-Христофор Антонович
- Энгельман, Пётр Иванович
- Эртель, Фёдор Фёдорович
- Эссен, Иван Николаевич
- Эссен, Пётр Кириллович

## Ю
- Юзефович, Дмитрий Михайлович
- Юрковский, Анастасий Антонович
- Юрлов, Иван Иванович
- Юшков, Александр Иванович

## Я
- Ягодин, Алексей Антонович
- Языков, Пётр Григорьевич
- Яфимович, Иван Львович
- Яшвиль, Владимир Михайлович
- Яшвиль, Лев Михайлович